# الضامن (ريف دمشق)
الضامن قرية سوريّة تتبع إداريّاً لمحافظة ريف دمشق منطقة دوما ناحية النشابية، بلغ تعداد سكانها 3,571 نسمة حسب التعداد السكاني لعام 2004.